# Bahadur Szah (sułtan Gudźaratu)
Bahadur Szah (zm. 13 lutego 1537) – sułtan Gudźaratu panujący w latach 1526–1537. Ostatni wybitny władca tego państwa. Za jego panowania Gudźarat osiągnął największy zasięg terytorialny. Bahadur popadł jednak w konflikt z rosnącym w potęgę państwem Wielkich Mogołów oraz Portugalczykami, którzy w tym czasie podjęli ekspansję handlową w regionie.

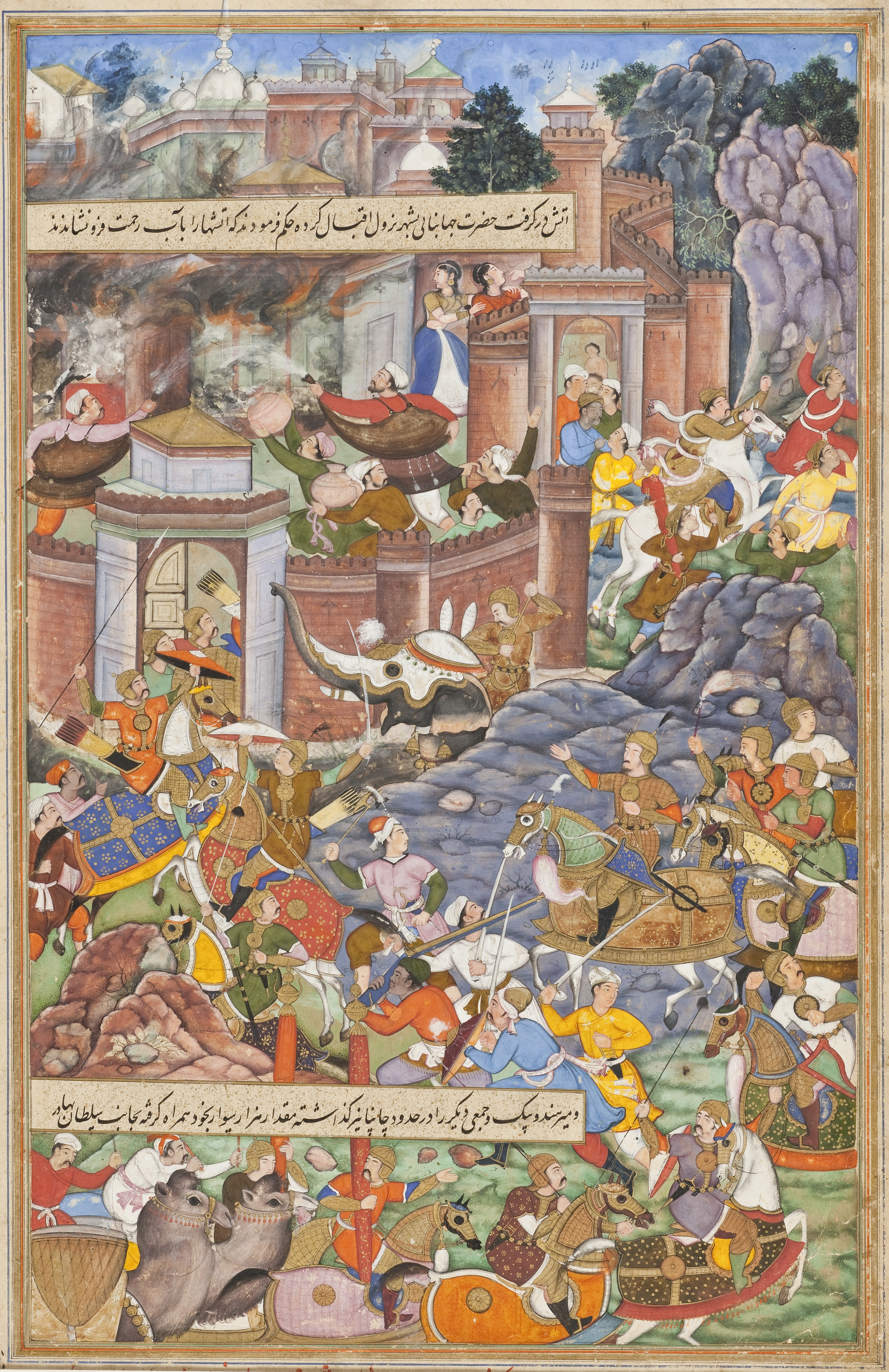
Ucieczka Bahadura w walce z Humajunem

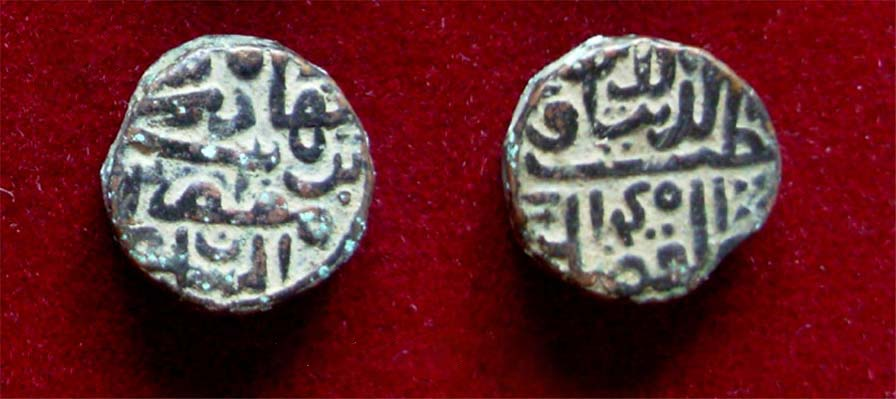
Miedziane monety Bahadura

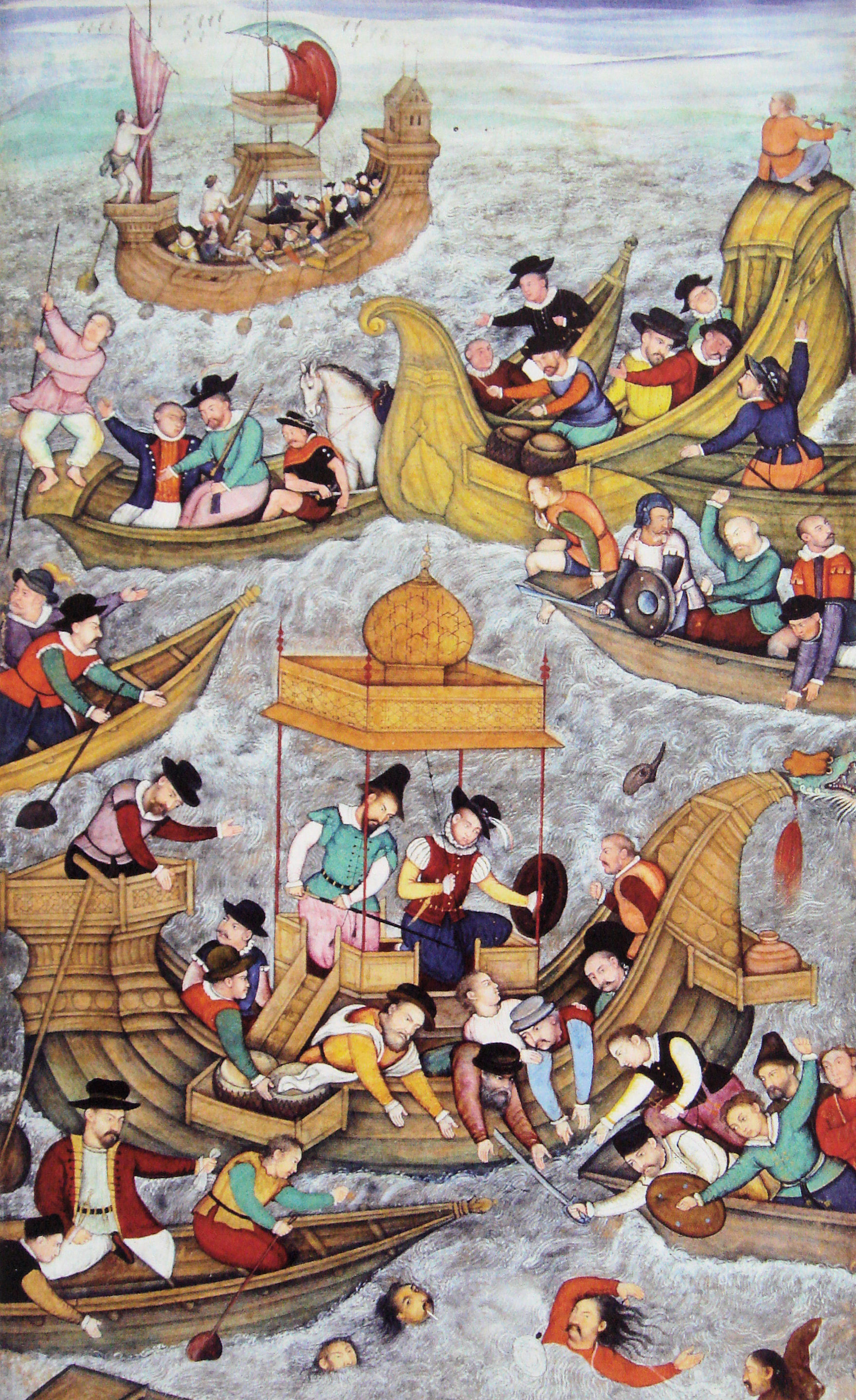
Śmierć Bahadura w morzu

## Sukcesy militarne
Bahadur Szah doszedł do władzy w 1526 roku po śmierci swego ojca, Muzzafara II. Po krótkiej walce, w której pokonał swych braci, został uznany przez możnych nowym sułtanem Gudźaratu. Na początku swego panowania interweniował w Dekanie popierając władcę Beraru. W odróżnieniu od swych poprzedników utrzymywał lepsze stosunki z radżami Radźputów, popadł jednak w konflikt z sułtanami Malwy i w końcu w 1531 roku podbił Malwę przyłączając ją do swego państwa. Po tym sukcesie postanowił ukorzyć ranów Mewaru, którzy uważali się za zwierzchników wszystkich Radźputów. W kolejnych kampaniach dwukrotnie obległ stolicę Mewaru, Ćitor, który zdobył w 1534 roku dzięki silnej artylerii. 

## Upadek
Zdobycie Ćitoru sprowokowało jednak reakcję władcy mogolskiego Humajuna, który uważał Radźputanę za swoją strefę wpływów. Olbrzymia armia mogolska wkroczyła w 1535 roku do Malwy, gdzie pod Mandasorem doszło do spotkania z armią Bahadura. Ufny w siłę swej artylerii sułtan okopał się licząc na zmęczenie przeciwnika. Mogołowie zdobyli jednak przewagę w polu i Bahadur musiał ratować się ucieczką. Ścigany przez Humajuna i opuszczony przez część możnych schronił się w Diu, gdzie poprosił o pomoc Portugalczyków. W zamian za fortece Diu i Bassein mógł liczyć na pomoc od strony morza. Humajun nie podjął jednak próby ostatecznego pokonania przeciwnika gdyż doszły go wieści o sukcesach władcy Bengalu, przyszłego sułtana Szer Szaha i musiał wracać do Agry. Bahadur zdołał w krótkim czasie odzyskać swe władztwo i zaczął myśleć o usunięciu Portugalczyków z oddanych im fortów, gdyż obawiał się ich rosnącej siły. 13 lutego 1537 roku podczas negocjacji z gubernatorem Nuno da Cunha w Diu doszło do zamachu na sułtana. Bahadur utonął w morzu gdy próbował ratować się ucieczką skacząc z okrętu.